# Jimi Akinyemi
Akinijimi Ajibol Akinyemi, detto Jimi (24 novembre 1988), è un giocatore di calcio a 5 e calciatore norvegese, pivot del Grorud e attaccante del Gøy-Nor.

## Carriera

### Calcio a 5
Akinyemi gioca per il Grorud, squadra militante nella NFF Futsal Eliteserie, massima divisione locale. Ha vinto la Futsal Cup 2013-2014 ed il campionato 2014-2015. In virtù di quest'ultimo successo, col resto della squadra ha partecipato alla Coppa UEFA 2015-2016, in cui ha disputato 3 partite e messo a segno 4 reti.

### Calcio
Akinyemi ha giocato per l'Holmlia e per lo Stabæk, prima di trasferirsi all'Ullern, in 2. divisjon. Con questa maglia ha segnato 12 reti in 19 partite, che non sono bastate a salvare la squadra dalla retrocessione. L'anno seguente è passato al Lørenskog, mentre il 28 maggio 2010 è stato ingaggiato dal Tønsberg.
Il 7 maggio 2011 è stato ingaggiato dal Kjelsås, dov'è rimasto fino a metà della stagione successiva, quando è passato al KFUM Oslo. Nel 2014 si è trasferito al Drøbak/Frogn, compagine all'epoca militante in 2. divisjon e per cui ha esordito il 21 aprile, nella sconfitta per 4-1 sul campo della sua ex squadra del Lørenskog.
Sempre nello stesso anno, Akinyemi si è accordato con l'Oslo City, in 3. divisjon. Ha disputato la prima partita in squadra il 15 settembre, nella partita persa per 3-1 contro l'Ullern. Il 4 ottobre è arrivata la prima rete, nel successo per 6-2 sul Romsås.
Nel 2015, Akinyemi è passato all'Hasle-Løren. Ha debuttato l'11 aprile, nella vittoria per 1-0 sullo Skårer. Il 20 giugno ha segnato il primo gol, nel successo casalingo per 3-1 contro il Valdres. Il suo spazio è stato limitato per alcuni problemi fisici, ma ha comunque messo a referto 5 reti in 8 partite. Il 10 dicembre 2015, il Nordstrand ha comunicato sul proprio sito internet d'aver ingaggiato Akinyemi, che si sarebbe aggregato alla nuova squadra a partire dal 1º gennaio 2016.

## Statistiche

### Presenze e reti nei club (calcio a 5)
Statistiche aggiornate al 30 aprile 2016.
| Stagione  | Club   | Campionato | Campionato | Campionato | Coppe nazionali | Coppe nazionali | Coppe nazionali | Coppe continentali | Coppe continentali | Coppe continentali | Supercoppe | Supercoppe | Supercoppe | Totale | Totale |
| Stagione  | Club   | Comp       | Pres       | Reti       | Comp            | Pres            | Reti            | Comp               | Pres               | Reti               | Comp       | Pres       | Reti       | Pres   | Reti   |
| --------- | ------ | ---------- | ---------- | ---------- | --------------- | --------------- | --------------- | ------------------ | ------------------ | ------------------ | ---------- | ---------- | ---------- | ------ | ------ |
| 2015-2016 | Grorud | ES         | ?          | ?          | -               | -               | -               | CU                 | 3                  | 4                  | -          | -          | -          | 3+     | 4+     |
| Totale    | Totale | Totale     | ?          | ?          |                 | ?               | ?               |                    | 3                  | 4                  |            | -          | -          | ?      | ?      |

### Presenze e reti nei club (calcio)
Statistiche aggiornate al 30 aprile 2016.
| Stagione         | Club             | Campionato       | Campionato | Campionato | Coppe nazionali | Coppe nazionali | Coppe nazionali | Coppe continentali | Coppe continentali | Coppe continentali | Supercoppe | Supercoppe | Supercoppe | Totale | Totale |
| Stagione         | Club             | Comp             | Pres       | Reti       | Comp            | Pres            | Reti            | Comp               | Pres               | Reti               | Comp       | Pres       | Reti       | Pres   | Reti   |
| ---------------- | ---------------- | ---------------- | ---------- | ---------- | --------------- | --------------- | --------------- | ------------------ | ------------------ | ------------------ | ---------- | ---------- | ---------- | ------ | ------ |
| 2009             | Ullern           | 2D               | 19         | 12         | CN              | ?               | ?               | -                  | -                  | -                  | -          | -          | -          | 19+    | 12+    |
| gen.-mag. 2010   | Lørenskog        | 2D               | ?          | ?          | CN              | ?               | ?               | -                  | -                  | -                  | -          | -          | -          | ?      | ?      |
| mag.-dic. 2010   | Tønsberg         | 2D               | ?          | ?          | CN              | ?               | ?               | -                  | -                  | -                  | -          | -          | -          | ?      | ?      |
| 2011             | Kjelsås          | 2D               | ?          | ?          | CN              | ?               | ?               | -                  | -                  | -                  | -          | -          | -          | ?      | ?      |
| gen.-ago. 2012   | Kjelsås          | 2D               | 6          | 0          | CN              | 0               | 0               | -                  | -                  | -                  | -          | -          | -          | 6      | 0      |
| Totale Kjelsås   | Totale Kjelsås   | Totale Kjelsås   | 6+         | 0+         |                 | ?               | ?               |                    | -                  | -                  |            | -          | -          | 6+     | 0+     |
| ago.-dic. 2012   | KFUM Oslo        | 2D               | 4          | 0          | CN              | -               | -               | -                  | -                  | -                  | -          | -          | -          | 4      | 0      |
| 2013             | KFUM Oslo        | 2D               | 6          | 1          | CN              | 2               | 0               | -                  | -                  | -                  | -          | -          | -          | 8      | 1      |
| Totale KFUM Oslo | Totale KFUM Oslo | Totale KFUM Oslo | 10         | 1          |                 | 2               | 0               |                    | -                  | -                  |            | -          | -          | 12     | 1      |
| gen.-giu. 2014   | Drøbak/Frogn     | 2D               | 4          | 0          | CN              | 0               | 0               | -                  | -                  | -                  | -          | -          | -          | 4      | 0      |
| set.-dic. 2014   | Oslo City        | 3D               | 4          | 1          | CN              | -               | -               | -                  | -                  | -                  | -          | -          | -          | 4      | 1      |
| 2015             | Hasle-Løren      | 3D               | 8          | 5          | CN              | 0               | 0               | -                  | -                  | -                  | -          | -          | -          | 8      | 5      |
| 2016             | Nordstrand       | 3D               | 2          | 0          | CN              | 0               | 0               | -                  | -                  | -                  | -          | -          | -          | 2      | 0      |
| 2017             | Gøy-Nor          | 4D               | ?          | ?          | -               | -               | -               | -                  | -                  | -                  | -          | -          | -          | ?      | ?      |
| Totale           | Totale           | Totale           | 53+        | 19+        |                 | 2+              | 0+              |                    | -                  | -                  |            | -          | -          | 55+    | 19+    |